# Magnolia de Kobé
Magnolia kobus
Espèce
Classification APG III (2009)
Statut de conservation UICN

 DD  : Données insuffisantes
Le Magnolia de Kobé (Magnolia kobus) est une espèce de plantes à fleurs de la famille des Magnoliaceae. C'est un magnolia originaire du Japon et parfois cultivé dans les régions tempérées. Il s'agit d'un arbre feuillu de taille moyenne (8-15 m) à croissance lente.

## Classification
Deux variétés de Magnolia kobus sont reconnues :
- var. borealis est un arbre de 25 m de haut, avec des feuilles de 15 cm de long.
- var. kobus est un arbre de 10 m de haut avec des feuilles de 10 cm de long.

M. Kobus est classé dans le sous-genre Yulania des Magnolia.
Le Magnolia de Kobé (ou Kobushi) est étroitement lié au Magnolia stellata et certaines autorités considèrent le stellata comme une variété de M. Kobus, M. Kobus var. stellata.

## Description

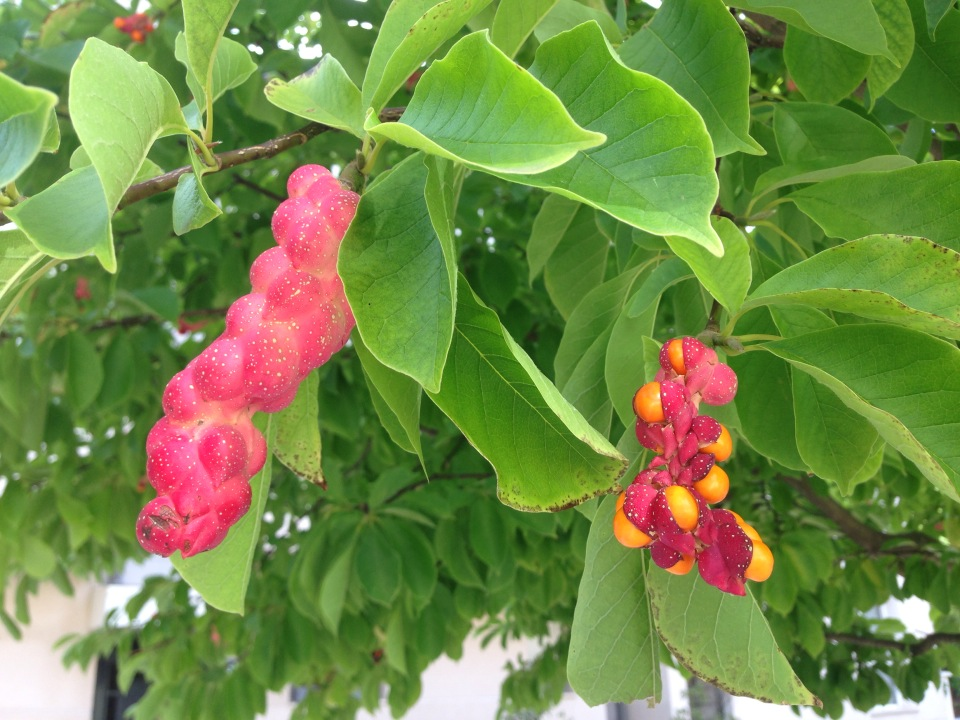
Graines de magnolia de Kobé.

Le Magnolia de Kobé a un tronc gris-brun à maturité, tandis que de nouvelles tiges sont vertes avec de petites taches brunes.
Ils donnent des fleurs parfumées blanches avec des notes de rose pâle au début du printemps. Les fleurs sont produites avant les feuilles, comme la plupart des membres du sous-genre Magnolia Yulania. Les jeunes arbres ne fleurissent pas.
Le feuillage d'été du Magnolia de Kobé est vert foncé. Les feuilles ont une forme ovale avec un bout pointu, une surface lisse, ou glabres. L'intérieur et le bord de la feuille sont lisses.
En automne, les feuilles prennent une couleur jaune et tombent de l'arbre.
Le fruit du Magnolia de Kobé pousse en grappe de 3 à 8 cm remplies de petites graines orange à maturité. Ces graines attirent les oiseaux.

## Culture

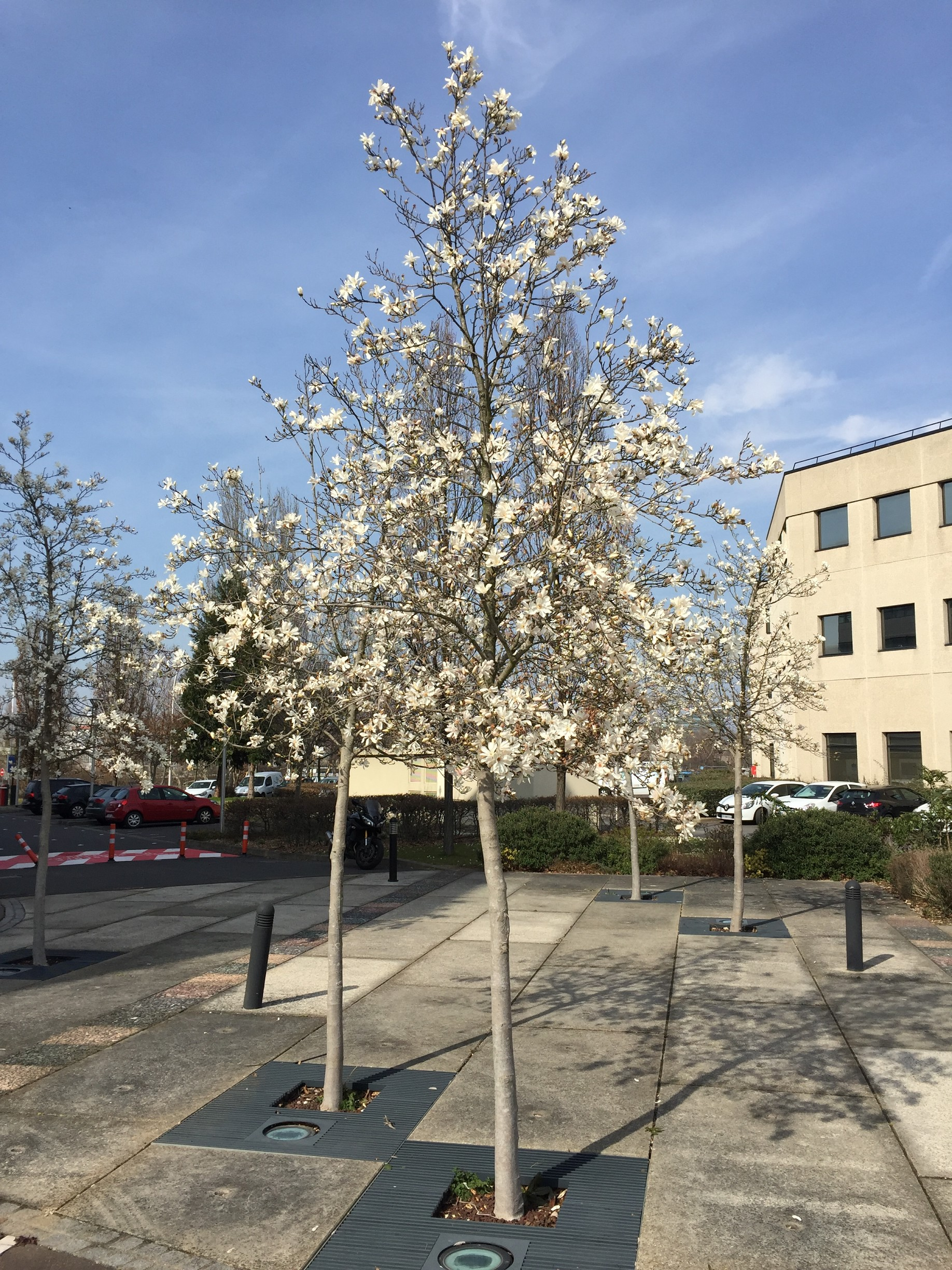
Magnolia kobus en fleurs en fin d'hiver.

Le Magnolia de Kobé préfère le plein soleil, un sol riche et bien drainé, et tolère les sols acides.
Il peut être propagé soit par semis soit par bouturage mais par semis, la première floraison peut nécessiter plus de 10 ans.